# Minka
Minka oder Mink'a (aus dem Quechua, hispanisiert auch Minga oder Minca bzw. faena) ist eine im Kulturraum der Anden und im angrenzenden östlichen Tiefland verbreitete, aus präkolumbischer Zeit tradierte Form kommunaler Gemeinschaftsarbeit, die Gemeinschaftszwecken dient.

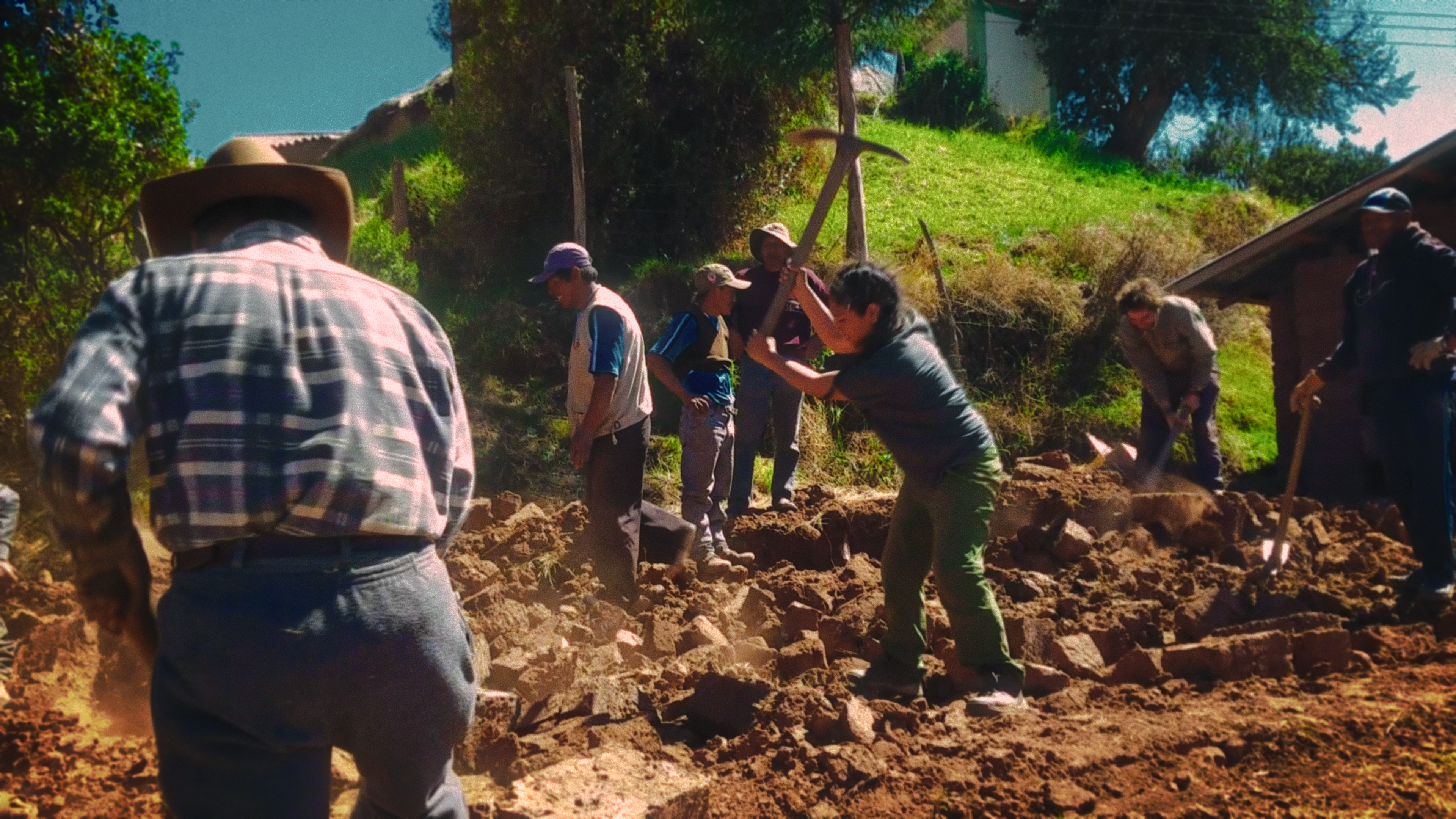
Mink'a im gegenwärtigen Ocra (Peru), einem Dorf in den Anden. Als Teil der faena wird eine Gemeinschaftsküche errichtet.

Die Minka kann unterschiedlichen Zwecken in der Dorfgemeinschaft (Ayllu) dienen, so z. B. dem Bau kommunaler Einrichtungen oder der Ernte auf den Feldern im kommunalen Eigentum. Die Entlohnung der Arbeitenden erfolgt traditionell in Form von Naturalien. Die Minka ist noch heute in Peru, Ecuador, Bolivien und Chile verbreitet, insbesondere in Gemeinden der Quechua und Aymara, aber teilweise auch bei sprachlich Hispanisierten.
Im Inkareich war die Minka der wichtigste Typus gemeinschaftlicher Arbeit, sowohl im Rahmen der Ayllu als auch in größeren räumlichen Einheiten, wobei jeder Ayllu Arbeitskräfte für die größeren Gemeinschaftsprojekte zur Verfügung stellte.